# Dordtsche Kil

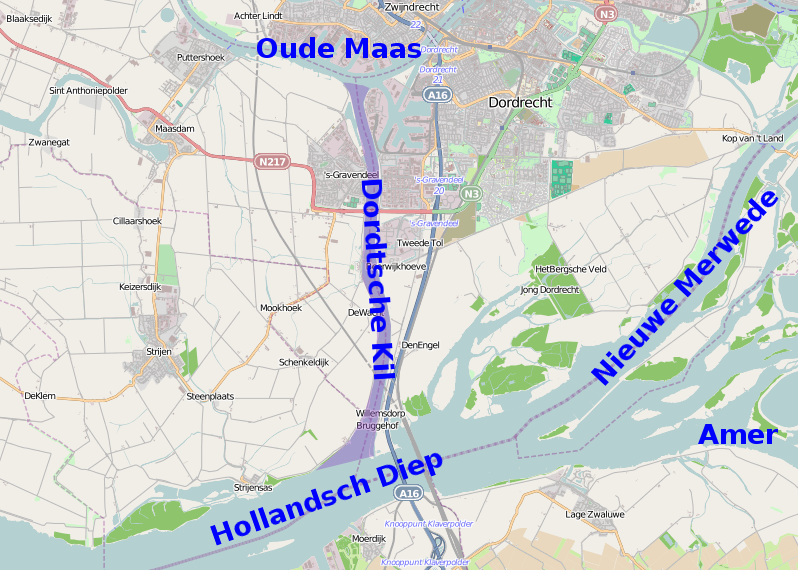
Verlauf der Dordtsche Kil

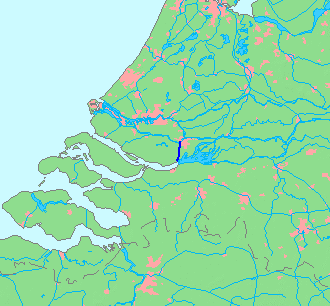
Lage der Dordtsche Kil

Die Dordtsche Kil, auch Dortse Kil gebräuchlich,  ist ein Gewässer in der Provinz Zuid-Holland der Niederlande. Sie stellt eine Verbindung zwischen dem Hollands Diep und der Oude Maas, südlich von Rotterdam her, und trennt die Dordrechter Insel von dem Hoekschen Waard. Durch den Kiltunnel sind die beiden Inseln miteinander verbunden, außerdem unterquert die Hochgeschwindigkeitsstrecke Süd die Kil. An der Mündung der Dordtschen Kil liegt Strijensas, an dem Zusammenfluss mit der Oude Maas liegt das ausgedehnte Hafen- und Industriegebiet De Kil.
Die Dordtsche Kil ist ein stark befahrenes Gezeitengewässer zwischen Rhein und Schelde, und für Seeschiffe von Rotterdam nach Moerdijk und umgekehrt.
Fließrichtung und Fließgeschwindigkeit ändern sich regelmäßig je nach Gezeit, Windrichtung und -stärke, Wasserständen und Abflussmengen von Rhein und Maas. Bei geringer Wasserzufuhr durch Rhein und Maas wird deren südlicher Abfluss in die Nordsee u. a. via  Dordtsche Kil nach Norden durch den Europoort umgeleitet. Die Schleusen des Haringvlietdams sind dann geschlossen.